# باران‌های موسمی استرالیا

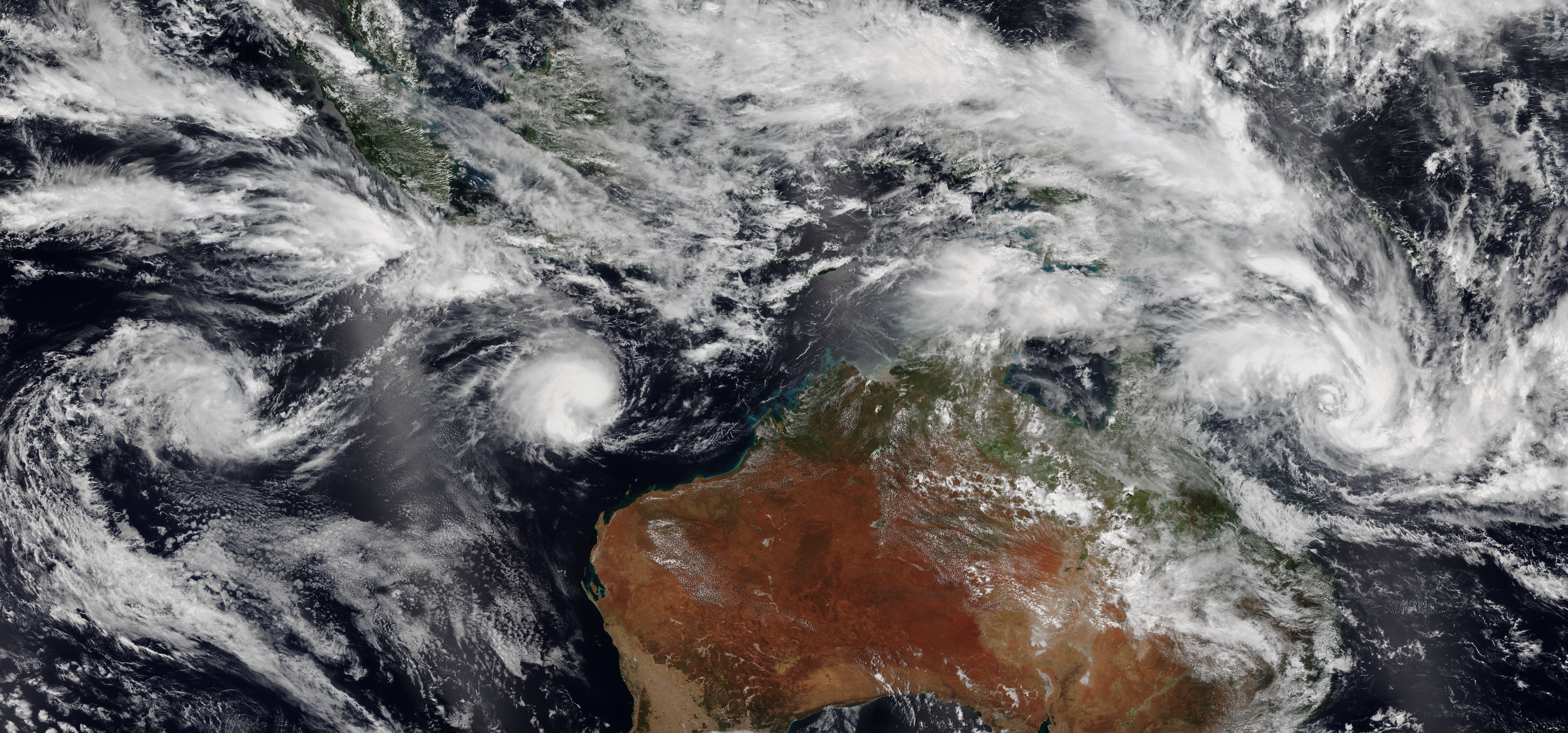
فرورفتگی‌های موسمی در شمال استرالیا در فوریه ۲۰۲۳، که برخی از آنها به طوفان‌های گرمسیری تبدیل می‌شوند. وقتی که پایین‌ترین دماهای عمیق قابل توجه باشند، می‌توانند جنوب را نیز تحت تأثیر قرار دهند.

باد موسمی استرالیا (AUM) که با نام‌های باد موسمی تابستانی استرالیا (ASM) و باد موسمی استرالیا-اندونزی (AIM) نیز شناخته می‌شود، یک سامانه باد موسمی است که باعث افزایش رعد و برق و بارندگی در بسیاری از مناطق اندونزی و شمال استرالیا، از مناطق گرمسیری شمالی منطقه تا منطقه نیمه خشک استرالیا، معمولاً بین نوامبر و اواسط مارس می‌شود که فصل مرطوب بسیاری از مناطق شمال استرالیا و اندونزی است.
منشأ بادهای موسمی استرالیا (AUM) با بادهای موسمی شمال آفریقا قابل مقایسه است، زیرا هر دو از حرکت فصلی منطقه همگرایی بین گرمسیری (ITCZ) و تغییر نصف‌النهاری مرتبط در گردش معکوس هادلی، که منجر به فصلی بودن بارندگی می‌شود، ایجاد می‌شوند. از پایان قرن نوزدهم، قدرت بادهای موسمی استرالیا با میزان بارندگی تابستانی در داروین اندازه‌گیری شده است.

## مکانیسم

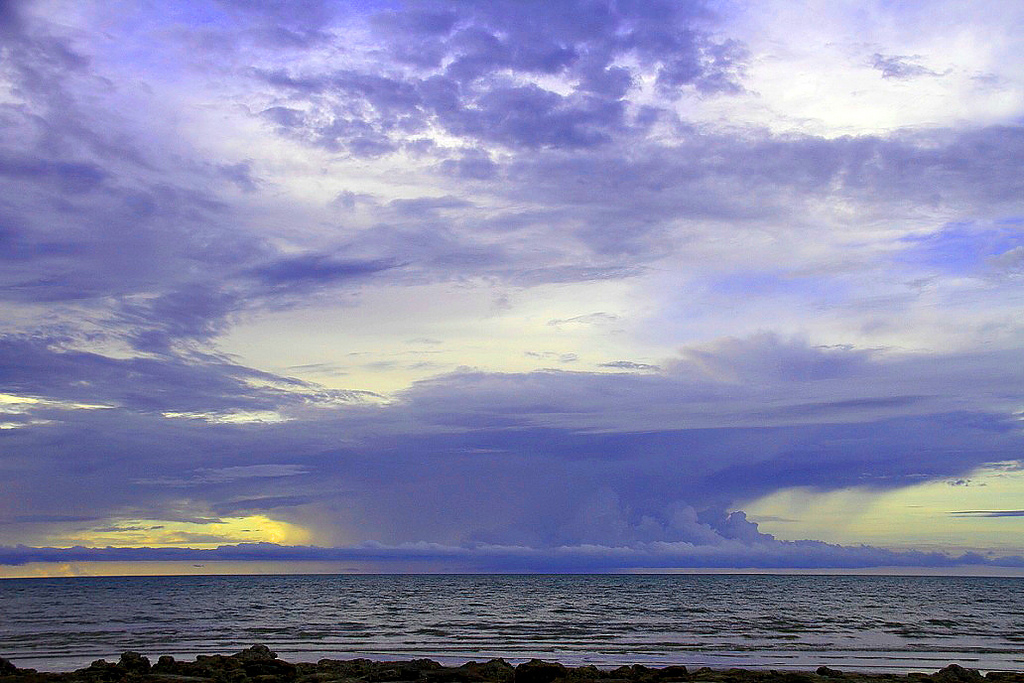
طوفان فصل مرطوب در داروین

در شمال استرالیا، باد غالب در بیشتر مواقع از شرق یا جنوب شرقی است که معمولاً شرایط خشکی را به همراه دارد. اگرچه در دوره‌های موسمی (بین نوامبر و آوریل)، جهت بادها به شمال غربی تغییر می‌کند، جایی که فشار اتمسفر در منطقه‌ای که تا جاوه، سوماترا، دریای تیمور و به سمت شرق تا پاپوآ گینه نو امتداد دارد، کاهش می‌یابد. وقتی قاره استرالیا خیلی سریع‌تر از اقیانوس اطراف (تیمور، دریای باندا و دریای آرافورا) گرم می‌شود، سیستم‌های کم‌فشار ممکن است تشکیل شوند که به‌طور مؤثری ناوه موسمی (که منطقه‌ای با فشار کم و هوای رو به بالا است) را از بالای مناطق گرم و خشک شمال استرالیا به داخل می‌کشند و در نتیجه رطوبت را قبل از باران افزایش می‌دهند (این به عنوان «افزایش» شناخته می‌شود). این ناوه هوای مرطوب را از اقیانوس‌های اطراف جذب می‌کند و این جریان هوای مرطوب به عنوان بادهای موسمی شناخته می‌شود.
در طول فاز «فعال» یا «انفجارها»، مناطق وسیعی از ابر و باران تشکیل می‌شوند، که در آن باد شمال غربی مداوم در ناحیه شمالی ناوه وجود دارد، در کنار بارندگی‌های شدید در خشکی، که از حدود چهار تا هشت هفته ادامه دارد. فاز غیرفعال یا «وقفه» زمانی است که ناوه موسمی کاهش می‌یابد و به سمت شمال استرالیا عقب‌نشینی می‌کند، اگرچه ممکن است بادهای سبک، رگبارهای پراکنده و فعالیت‌های رعد و برق رخ دهد. ورود دیرتر از موعد باران‌های موسمی و خشک‌تر شدن آنها، عموماً با شرایط ال نینو در اقیانوس آرام مرتبط است، در حالی که لانینا عمدتاً با فصل باران‌های موسمی زودهنگام و همچنین فصل‌های مرطوب‌تر مرتبط است. ضخامت بادهای موسمی معمولاً کمتر از ۱۵۰۰ متر (۴۹۰۰ فوت) بر فراز دریا و ۲۰۰۰ تا ۲۵۰۰ متر (۶۶۰۰ تا ۸۲۰۰ فوت) بر فراز خشکی است.
اگرچه اوج بارش‌های موسمی شمال استرالیا بین اواسط نوامبر و اواسط دسامبر است، اما می‌توانند تا ماه مارس نیز ادامه داشته باشند. تغییرات بارندگی موسمی استرالیا (AUMRV) نسبت مشابهی در بارندگی در بیشتر مناطق کشور دارد و تا جنوب حوضه موری-دارلینگ جنوبی امتداد دارد. حدود ۲۸٪ از AUMRVهای سالانه با بی‌نظمی‌های اقیانوسی در اقیانوس‌های آرام و هند گرمسیری مرتبط هستند. علاوه بر این، در مقایسه با مناطق موسمی آسیا، آفریقا و آمریکای شمالی، به نظر می‌رسد AUM بیشترین تنوع را دارد، زیرا با پدیده ال نینو-نوسان جنوبی، به ویژه در شمال شرقی استرالیا، مرتبط است.

## اثرات
فصل‌های موسمی عموماً با شرایط ابری، دوره‌های طولانی باران شدید، رعد و برق‌های گاه به گاه و بادهای تند و شدید همراه هستند که اغلب منجر به سیل در مناطق آسیب‌دیده در قلمرو شمالی، شمال استرالیای غربی و شمال کوئینزلند می‌شوند. بیشتر آب شیرین مورد نیاز برای جمعیت کم شمال استرالیا از باران‌های موسمی استرالیا تأمین می‌شود.
بادهای موسمی استرالیا همچنین می‌تواند در ماه‌های گرم‌تر، تأثیر زیادی بر بارندگی در سواحل جنوب شرقی داشته باشد، مانند جنوب شرقی کوئینزلند و همچنین نیمه شمالی نیو ساوت ولز (رودخانه‌های شمالی تا کلان‌شهر سیدنی)، جایی که تابستان مرطوب‌ترین فصل و زمستان خشک‌ترین فصل است (با کاهش تأثیر بادهای موسمی استرالیا، اختلاف بارندگی بین دو فصل به سمت جنوب کاهش می‌یابد).